# 西堀昭
西堀 昭（にしぼり あきら、1934年7月14日 - ）は、フランス文学者、日仏文化交流研究、横浜国立大学名誉教授。

## 経歴
横浜市出身。1953年（昭和28年）3月、県立横浜立野高等学校（旧県立横浜第二高等女学校）卒業。1957年（昭和32年）横浜市立大学文理学部文科卒業。同年中央大学大学院仏蘭西文学研究科修士課程入学。1962年（昭和37年）、同大学博士課程入学。1963年（昭和38年）3月中央大学大学院文学研究科仏蘭西文学専攻博士課程中退。
中央大学大学院フランス文学研究科博士課程で辰野隆（中央大学大学院専任教授、前 東京大学教授）、鈴木信太郎（東京大学教授、後に中央大学大学院専任教授）、渡辺一夫（東京大学教授、中央大学大学院兼任講師）、秋山晴夫（中央大学大学教授）、水野亮（中央大学教授）、川口篤（東京大学教授、中央大学大学院兼任講師）、中平解（東京教育大学教授、中央大学大学院兼任講師）教授に師事。
大学院博士課程在学中の1962年4月から1963年3月、日本フランス語フランス文学会の書記として評議員井上究一郎（東京大学教授）、朝倉季雄（東京大学教授）、小林正（東京大学教授）教授の下で学会の事務を担当する。
1963年（昭和38年）4月から中央大学文学部兼任講師、1964年（昭和39年）4月から千葉商科大学商経学科専任講師（フランス語担当）、同年10月から横浜国立大学経済学部二部、経営学部二部兼任講師、さらに同大学教育学部、明治大学法学部（1970年～1988年）、日本大学法学部（1984年～1986年）、東洋大学（1972年～1983年）でフランス語の非常勤講師。
1968年（昭和43年に千葉商科大学）助教授、1974年（昭和49年）教授。1988年（昭和63年）横浜国立大学経営学部教授（フランス語、国際コミュニケーション）。
1992年（平成4年）3月から1993年（平成5年）3月、文部省の研究制度により東京大学研究員（史料編纂所）。
1994年（平成6年）横浜国立大学国際開発研究科博士課程教授（社会比較文化論）。
1999年（平成11年）横浜国立大学大学大学院国際社会科学研究科博士課程教授。
2000年（平成12年）横浜国立大学定年退職、名誉教授。
1972年（昭和47年）、高橋邦太郎（共立女子大学）、桃裕行（東京大学）、加藤栄一（東京大学）、富田仁（文教女子短大）氏他と共に日仏交流の研究団体『日本仏学史研究会』（現在の「日本仏学史学会」）を創設。
1984年5月7日から10日、「日仏文化交流歴史年表」作成（フランス文化省、朝日新聞社主催、フランス外務省、日本外務省のシンポジウム『日仏文化サミット：文化の将来』、開催場所：帝国ホテル）
1996年（平成8年）に東京日仏会館傘下の任意団体「横浜日仏協会」を創設、機関誌『日仏交流』を刊行（現在32号まで既刊）。
2002年（平成14年）3月18日・19日、東京大学大学院工学系研究科とフランス国立工芸学院 (Conservateur national des arts et métiers)の研究交流会（東京大学工学系大学院）に於いて『横須賀軍港・富岡製糸場・生野鉱山における技術交流について』発表（使用言語：フランス語）。
2013年（平成25年）5月13日、フランス大使館の依頼によりフランス国立行政学院 (E.N.A)院長 ナタリー・ロゾー (Nathalie Loseau)、フランス大使館一等書記官 ジェレミ・プティ (Jérémy Petit)に随行、旧横須賀製鉄所史跡、横須賀市自然・人文博物館訪問。
2014年（平成26年）12月に国立国会図書館で開催されたフランス国立図書館と日本の国立国会図書館共催の国際シンポジウム『日仏文化交流の過去と現在パネリストとして』に参加する。パネリスト：フランス国立図書館日本資料担当司書 ヴェロニク・ベランジェ (Véronique Béranger)、日仏会館フランス事務所長、フランス国立東洋言語・文化研究所日本語・日本文化学科教授 クリストフ・マルケ (Christophe Marquet)、西堀昭（横浜国立大学名誉教授）。

## 著書

### 著作
- 『日仏文化交流史の研究 日本の近代化とフランス人』駿河台出版社 1981
  - 『日仏文化交流史の研究 日本の近代化とフランス 増訂版』駿河台出版社 1988
- 『日仏文化交流写真集』全3集 編著 駿河台出版社 1986-96
- 『日本の近代化とグランド・ゼコール』（「黎明期の日仏交流」日仏会館教養講座）柘植書房新社 2008

### 共編著
- 『ふらんす語事始 仏学始祖村上英俊の人と思想』高橋邦太郎・富田仁共編 校倉書房 1975
- 『日本とフランス 出会いと交流』富田仁共著 三修社 1979
- 『横須賀製鉄所の人びと 花ひらくフランス文化』富田仁共著 有隣堂 有隣新書 1983
- 『日仏文化交流年表』編 日仏関係研究センター 1984
- 『よこすか開国物語 ペリー来航150周年記念』

かこさとし文と絵 横須賀市企画 山本詔一共監修 エツコ・ワールド 2003

## 叙勲
- フランス政府より教育功労勲章 (ordre des Palmes académiques)が授与される。
  - 1984年：Chevalier（シュヴァリエ級）
  - 1998年：Officier（オフィシエ級）
  - 2017年：Commandeur（コマンドゥール級）

## 論文
- Cinii